# Noticia de un secuestro
Noticia de un secuestro es una novela de no ficción, o una crónica literaria, del escritor colombiano Gabriel García Márquez, basada en la historia real del secuestro de figuras prominentes de Colombia durante la época del narcoterrorismo a inicios de los años 1990 por el cártel Los Extraditables. Fue publicada por el Grupo Editorial Norma en 1996.

## Personajes
1. Alberto Villamizar: esposo de Maruja. Político y diplomático. Busca la liberación de su esposa mediando entre el gobierno y Pablo Escobar.
2. Beatriz Villamizar: asistente personal de Focine y cuñada de Maruja, con quien es secuestrada.
3. Germán Montoya Velez: Secretario privado del presidente Virgilio Barco.
4. Marina Montoya: hermana del secretario general de la presidencia durante el gobierno de Virgilio Barco, secuestrada por Los Extraditables dos meses antes que Maruja y Beatriz. Muere a manos de sus captores.
5. Francisco Santos: redactor jefe del diario El Tiempo. Secuestrado y posteriormente liberado antes del noticiero de las 9:30.
6. Diana Turbay: directora del noticiero de televisión Criptón y de la revista Hoy x Hoy; hija del expresidente de la república y jefe máximo del Partido Liberal Julio César Turbay. Es secuestrada junto a su equipo periodístico y muere durante un enfrentamiento entre sus captores y la policía.
7. Richard Becerra: camarógrafo y miembro del equipo de Diana. Es secuestrado y posteriormente liberado.
8. Orlando Acevedo: camarógrafo y miembro del equipo de Diana.
9. Hero Buss: periodista alemán y miembro del equipo de Diana. Es secuestrado y posteriormente liberado.
10. Pablo Escobar: narcotraficante, jefe del Cartel de Medellín y de Los Extraditables.
11. César Gaviria: presidente de la república.
12. Hernando Santos Castillo: Padre de Francisco Santos y director de El Tiempo. Intenta lograr la liberación de su hijo mediando entre el gobierno y Pablo Escobar en nombre del grupo de Los Notables.
13. Nydia Quintero de Balcázar: Madre de Diana Turbay. Busca la liberación de su hija ante el gobierno.
14. Doctor: Solo aparece una vez en la historia.

## Adaptaciones

### Película
En 2008 se anunció que la obra sería llevada al cine en una coproducción de México, Colombia, Argentina y España, con un guion adaptado por Aída Bortnik y dirigida por el mexicano Pedro Pablo Ibarra. Meses después se anunció que se rodaría en 2009 y que la actriz mexicana Salma Hayek interpretaría a Maruja Pachón. Otros actores confirmados serían Javier Bardem, Benicio del Toro y Victoria Abril.

### Serie de televisión
El 12 de agosto de 2022 se estrenó la serie de televisión para el servicio de streaming Prime Video, protagonizada por Cristina Umaña en el papel de Maruja Pachón, Juan Pablo Raba como Alberto Villamizar y Majida Issa como Diana Turbay, bajo la dirección de Julio Jorquera Arriagada y Andrés Wood siendo una coproducción entre Chile y Colombia, adaptación del libro homónimo en 6 capítulos.